# Sasha Bezmel
Sasha Bezmel es un personaje ficticio de la exitosa serie de televisión australiana Home and Away, interpretada por la actriz Demi Harman del 31 de agosto del 2011 hasta el 1 de abril del 2015.

## Antecedentes
Sasha es la hija de quince años de Regina Bezmel, poco después de la muerte de su madre en un accidente automovilístico en el 2011, decide buscar a su padre biológico, quien resulta ser Sid Walker. Sid había tenido una aventura con Regina mientras estaba casado con Jody. Sasha es atrevida, enojona, testaruda y algo rebelde.

## Biografía
Sasha llega por primera vez a Sumemr Bay en el 2011 después de que se ve forzada a mudarse con su padre biológico después de la muerte de su madre a casusa de un accidente automovilístico. Al inicio cuando descubre que su padre es Sid Walker no le gusta la idea y siente rencor hacia al creer que a él nunca le interesó formar parte de su vida por lo que no siente ningún respeto por él. 
Poco después cuando Sasha va a ver a Sid al hospital después de que este cancelara la cita para conocerse debido al trabajo, esta le dice que lo esperará; cuando Sid termina de trabajar lleva a Sasha a conocer a sus medio hermanos, Indigo Walker y Dexter Walker, inmediatamente después de conocerlos a Sasha le gusta la idea de tener hermanos, sin embargo les dice que juntara el dinero suficiente y cuando cumpla los dieciséis años se mudará de la bahía, poco después se muda con ellos.
Más tarde Sasha va al Surf Club para conseguir un trabajo y ahí conoce a Romeo Smith, a quien le pregunta dónde puede encontrar a Marilyn Chambers, sin embargo mientras que Romeo la lleva con Marilyn, Sasha intenta conquetear con él sin embargo este la rechaza diciéndole que está casado. Más tarde cuando Indi le presenta a Sasha a su esposo esta queda avergonzada al descubrir que es Romeo. Luego Sasha acude a la iglesia donde habla con Elijah Johnson, quien por fin lo lleva con Marilyn, sin embargo esta le dice que no tiene trabajo para ofrecerle. Sin embargo cuando Ruth "Roo" Stewart le presenta a Leah Patterson-Baker esta la contrata como camarera en el restaurante.
Luego Sasha recibe una llamada de su medio hermano, Felix, quien le dice que huyó de su padre, que está en la bahía y que quiere quedarse con ella; Sasha se reúne con él en la playa y durante la tormenta se refugian en el hogar de John Palmer, poco después cuando Sasha encuentra a John desmayado en el suelo llama a Sid y después se va de la casa con Felix y lo esconde en la escuela.
Al final de su primer turno en el Diner, Sasha se roba el dinero de la caja y va a buscar a Felix, sin embargo no lo encuentra, ese mismo día Roo encuentra a Sasha y esta le devuelve el dinero robado. Sid le pregunta al padre de Felix si le puede ceder la custodia de su hijo para que él y Sasha puedan estar juntos, sin embargo este se niega y se van. Más tarde Roo convence a Leah de darle otra oportunidad a Sasha y esta acepta. En su primer día de clases Sasha se escapa para pasar tiempo con Stu Henderson.
Cuando Sid los ve le exige a Stu que se aleje de su hija, sin embargo más tarde lo acepta y los deja salir. Más tarde Stu le pide a Sasha que le mande una foto sexy y ella le envía una en donde aparece sin blusa, cuando Dexter la ve intenta advertirle pero esta no le cree y se va con Stu. Poco después Sasha queda encantada cuando Stu le dice que la ama esta queda encantada pero su felicidad no dura cuando Stu le reclama cuando no responde sus mensajes, aunque Sasha le dice que no pudo porque no tenía crédito este no le cree, se enfurece y la abofetea. Sasha queda sorprendida por el golpe pero inmediatamente Stu se disculpa y le da un anillo, así que Sasha decide perdonarlo.
Más tarde cuando Sid se da cuenta de que están desapareciendo algunas prescripciones de recetas de su talonario acusa a Stu y Sasha de haberlos tomado, pero ellos lo niegan. Poco después April Scott confiesa que ella es la responsable de tomarlo por lo que Sid se disculpa con Sasha. Poco después Stu hace un dibujo para Sasha y esta se lo tatúa en su estómago, cuando Sasha se lo muestra Stu la abofetea de nuevo, Sid entra en medio de la discusión y decide llevarse a Sasha a cenar, sin embargo se desiluciona cuando su padre cancela la cita debido al trabajo. Inmediatamente Stu llega y se disculpa con Sasha y esta lo perdona otra vez.
Cuando Stu la ve platicando con un amigo la golpea de nuevo, Sasha le dice a Ruby Buckton que terminará con él y ese mismo día le devuelve el anillo a Stu, quien molesto se roba el auto de Xavier Austin, sin embargo después de suplicarle que lo perdone Sasha lo hace y regresan de nuevo.
Durante la fiesta del formal de la escuela Stu vuelve a golpear a Sasha, sin embargo esta vez su padre, Sid lo ve golpeando a su hija y furioso lo ataca, Sid solo se detiene cuando Alf Stewart y Ruth llegan. Poco después Sid es arrestado y acusado de agresión. Más tarde en el 2012 el cuerpo de Stu es encontrado cerca del Caravan Park por Alf, después de que la policía investiga su muerte, Sasha le revela a su padre que Stu murió luego de caerse y golpearse la cabeza mientras la jalaba.
Poco después cuando Sasha regresa a la escuela es intimidada y golpeada por Christy Clarke, sin embargo cuando la directora Gina Austin descubre un video de Christy intimidándo a Sasha, decide expulsarla de la escuela. Sasha y Xavier comienzan una relación pero terminan poco después, cuando Sasha apoya a Casey Braxton comienza a desarrollar sentimientos por él pero no se atreve a decírselo, cuando ve que Ruby Buckton comienza a coquetear con Casey y lo besa Sasha se pone celosa. 
Más tarde Sasha apoya a Casey cuando este es acusado por haberle disparado a su padre mientras este cometía un robo y terminan teniendo relaciones, sin embargo su amistad se ve afectada cuando Casey la evita. Poco después Sasha descubre que está embarazada y decide no decirle a Casey por miedo a que la rechace, pero acude a Natalie Davison a quien ve como una figura materna y en quien confía, e inmediatamente después Sasha le dice a Casey, luego de realizarse una prueba Sasha descubre que no está embarazada, poco después ella y Casey comienzan una relación, sin embargo Sasha termina con él cuando lo ve besándose con Tamara Kingsley.
Poco después de la llegada de Matt Snow a la bahía no tiene un buen comienzo con Sasha pero poco después se hacen amigos.